# Anything Goes! (大黒摩季の曲)
「Anything Goes!」（エニシング ゴーズ）は、日本のシンガーソングライター・大黒摩季の32枚目のシングル。 2010年11月17日にavex entertainmentから発売された。本曲のアレンジバージョンである「Anything Goes! "BALLAD"」についても解説する。

## Anything Goes!
特撮テレビドラマ『仮面ライダーオーズ/OOO』（テレビ朝日系列）の主題歌として制作された本曲は、「とにかくハデハデなロックサウンドを頼む」という制作側の要望で、ロック調の曲を多く手掛ける大黒摩季とのコラボレーションが実現した。
大黒は2010年10月末をもって子宮疾患の治療で無期限の活動休止に入ったため、本曲のプロモーション活動はほとんど行われなかった。大黒の個人名義の楽曲では本曲が活動休止前の最後のシングルとなる。
リリースに当たり、CDのみのバージョンに加えて、表題曲のPVが収録されたDVDが付属するバージョンの、計2種類が販売された。PVは大黒のライブのステージ裏で、仮面ライダーオーズと幹部怪人ウヴァが戦闘を繰り広げるといった内容である。このPV中に「ピンチに陥ったオーズに、大黒がコアメダルを投げて渡す」シーンがあるが、大黒自身は「“メダルを投げて渡す”だけの演技が難しくて、自分には演技は向いていないと思った」と語っている。
本曲で、1999年にリリースした20枚目のシングル「夢なら醒めてよ」以来11年3ヶ月ぶりにオリコンチャートTOP10入りを果たした。前述の通り『仮面ライダーOOO』の主題歌として使用された他、プロ野球中日ドラゴンズの森野将彦や読売ジャイアンツの古城茂幸ら複数の選手が、2011年シーズンの登場曲としても使用したことがある。

### 収録曲
全曲 作詞：藤林聖子、作曲：tatsuo
1. Anything Goes! [3:33]
編曲：tatsuo・中川幸太郎
  - テレビ朝日系ドラマ『仮面ライダーオーズ/OOO』主題歌
2. Anything Goes! Ska Foundation Edit. [3:12]
編曲：Eijiro Nakagawa
3. Anything Goes! instrumental

## Anything Goes! "BALLAD"
「Anything Goes! "BALLAD"」（エニシング ゴーズ バラッド）は、大黒摩季の33枚目のシングルである。
表題曲は、活動休止直前に「仮面ライダーオーズの最終回に花を添えたい」という大黒自身の願いから、ごく少数のスタッフでレコーディングしていたバラード音源を元にしたもので、実際に『オーズ』最終話の挿入歌として使用された。
カップリングには『オーズ』で主演を務めた渡部秀とのコラボレーション楽曲「Anything Goes! OOO Special Edit.」が収録され、同曲も『オーズ』メンバーが登場する劇場版『仮面ライダー×仮面ライダー フォーゼ&オーズ MOVIE大戦MEGA MAX』において挿入歌として使用された。
初回生産限定版のDVDに収録されたPVは「Anything Goes!」のものとは異なっており、仮面ライダーオーズが巨大スクリーンに投影された大黒のライブ映像や仲間のアンクとの思い出を振り返る内容となっている。

### 収録曲
全曲 作詞：藤林聖子、作曲：tatsuo
1. Anything Goes! "BALLAD" / 大黒摩季
編曲：中川幸太郎、五十嵐“IGAO”淳一 
  - テレビ朝日系ドラマ『仮面ライダーオーズ/OOO』挿入歌（最終回のみ）
2. Anything Goes! OOO Special Edit. / 大黒摩季・火野映司（C.V.渡部秀）
編曲：tatsuo、中川幸太郎
  - 東映系配給映画『仮面ライダー×仮面ライダー フォーゼ&オーズ MOVIE大戦MEGA MAX』挿入歌
3. Anything Goes!“Ballad”(instrumental)